# Ministerio de Obras Públicas (Argentina)
El Ministerio de Obras Públicas de Argentina fue uno de los ministerios de la Administración Pública Nacional dependiente del Poder Ejecutivo. Fue uno de los ministerios del gabinete nacional. Fue sustituido por el Ministerio de Infraestructura en 2023.
Fue originalmente creado en 1898 con la reforma constitucional de ese año y en 1958 fue disuelto y reducido a secretaría. Surgió como ministerio nuevamente varias veces bajo denominaciones diferentes.
En diciembre de 2023 fue disuelto mediante DNU tras la asunción del presidente Javier Milei haciendo modificación en el Decreto 438/92, en el cual se reduce de 18 a 9 ministerios. Fue sustituido por el Ministerio de Infraestructura.

## Historia
El Ministerio de Obras Públicas nació luego de la reforma constitucional de 1898 bajo la presidencia de Julio Argentino Roca, como escisión del Ministerio de Hacienda. Su primer ministro fue Emilio Civit. Su denominación cambió cincuenta años después, en 1958, bajo la presidencia de Arturo Frondizi, como Ministerio de Obras y Servicios Públicos, hasta su disolución en 1966. Apareció brevemente bajo la presidencia de facto de Jorge Rafael Videla en 1977 como Ministerio de Planeamiento, y finalmente recreado en 1981 por Roberto Viola como Ministerio de Obras y Servicios Públicos. En 1991 sus secretarías fueron incorporadas al nuevo Ministerio de Economía, Obras y Servicios Públicos. En 1999 el presidente Fernando de la Rúa crea el Ministerio de Infraestructura y Vivienda, que sería disuelto tras su renuncia en 2001.
En 2003 el presidente Néstor Kirchner crea el Ministerio de Planificación Federal, Inversión Pública y Servicios, que reagrupó secretarías pertenecientes a los antiguos ministerios de Obras Públicas, Comunicaciones, Trabajo y Previsión e Industria y Comercio. Se transfirieron a este ministerio las áreas de Energía y Comunicaciones que pertenecían al Ministerio de Economía, las de Obras Públicas, Recursos Hídricos, Desarrollo Urbano y Vivienda y Energía Atómica provenientes de la Presidencia de la Nación y las áreas dedicadas al Sector Minero que formaban parte del disuelto Ministerio de Producción.
El 10 de diciembre de 2015, Mauricio Macri elevó a categoría de Ministerio la Secretaría de Comunicaciones, las Secretarías de Energía y Minería, trasladó la Secretaría de Obras Públicas al Ministerio del Interior, y trasladó la Subsecretaría de Puertos y Vías Navegables al Ministerio de Transporte. Al frente del Ministerio de Interior, Obras Públicas y Vivienda designó como Ministro a Rogelio Frigerio, a Oscar Aguad como Ministro de Comunicaciones y a Juan José Aranguren al frente del Ministerio de Energía y Minería, que fue el que absorbió la mayor cantidad de Secretarías del disuelto Ministerio de Planificación.
El 10 de diciembre de 2019, el presidente Alberto Fernández divide al Ministerio de Interior, Obras Públicas y Vivienda en tres, restituyendo el Ministerio de Obras Públicas y creando el Ministerio de Desarrollo Territorial y Hábitat (con las atribuciones del área de vivienda).
El 10 de diciembre de 2023, el presidente Javier Milei vuelve a disolver el Ministerio como parte de su reforma del Estado. La cartera fue degradada a secretaría y pasó a depender del Ministerio de Infraestructura. 

## Organización
Último organigrama del ministerio antes de su disolución el 10 de diciembre de 2023.
- Ministro de Obras Públicas: Gabriel Katopodis
  - Secretaría de Gestión Administrativa
  - Secretaría de Obras Públicas
    - Subsecretaría de Planificación y Coordinación Territorial de la Obra Pública
    - Subsecretaría de Ejecución de Obra Pública

  - Secretaría de Infraestructura y Política Hídrica
    - Subsecretaría de Obras Hidráulicas
    - Subsecretaría de Gestión Operativa de Proyectos Hídricos

## Organismos dependientes
En 1944 se creó la Administración Nacional del Agua, dependiente del Ministerio de Obras Públicas (por decreto-ley n.º 33 425 del 11 de diciembre de ese año).
En 1948, bajo el primer gobierno de Juan Domingo Perón, y después de la nacionalización de los ferrocarriles del país, el Poder Ejecutivo asignó al Hotel Puente del Inca (localizado en la localidad homónima de la provincia de Mendoza) a la Administración General de Parques Nacionales y Turismo del Ministerio de Obras Públicas (a través de decreto n.º 18 805 del 24 de junio de 1948). Al año siguiente, el 20 de mayo de 1949, se transfirió el establecimiento al Ministerio de Transportes de la Nación (decreto n.º 11 969).
El 8 de mayo de 1972, en cumplimiento de la ley n.º 19 616 (publicada en el Boletín Oficial el 15 de mayo de 1972) del presidente de facto Alejandro Agustín Lanusse, se constituyó el Instituto Nacional de Prevención Sísmica, dependiente del entonces Ministerio de Obras y Servicios Públicos. Luego, se creó el Instituto Nacional de Ciencia y Técnica Hídricas (por la ley n.º 20 126, sancionada el 29 de enero de 1973 y publicada el 6 de febrero de 1973).

## Sede
La sede original del Ministerio de Obras Públicas, de estilo racionalista, fue construida entre 1934 y 1936 en la Avenida 9 de Julio. Desde 1991, con el paso de Obras Públicas a la órbita del Ministerio de Economía, es sede de los ministerios de Salud y de Desarrollo Social.
El Ministerio de Planificación Federal, Inversión Pública y Servicios estuvo distribuido dentro del conjunto de edificios que pertenecen al Ministerio de Economía, que ocupan la totalidad de la manzana delimitada por las calles Hipólito Yrigoyen, Adolfo Alsina, Balcarce y Paseo Colón.
El edificio principal fue el Palacio de Hacienda, inaugurado en diciembre de 1939 para alojar al entonces Ministerio de Hacienda. Tiene su entrada principal por Hipólito Yrigoyen 250, y 15 pisos de altura. Se trata de un diseño perteneciente a la corriente racionalista que caracterizaba a los edificios públicos de esa época.